# Deuxième dimanche de l'Avent
Le deuxième dimanche de l'Avent, surnommé « dimanche de Populus Sion », se situe entre 3 et 2 semaines avant Noël dans le calendrier liturgique catholique.

## Les textes proposés les années A
- Première lecture : Livre d'Isaïe, chapitre 11, versets 1 à 10 (voir le livre d'Ésaïe sur Wikisource)
- Psaume : le psaume 71 (72) : Dieu, donne au roi tes pouvoirs (voir le Psaume 72 sur Wikisource)
- Deuxième lecture : Lettre de saint Paul apôtre aux Romains, chapitre 15, versets 4 à 9 (voir l'épître aux Romains sur Wikisource)
- Évangile : Évangile selon Matthieu, chapitre 3, versets 1 à 12 (voir l'Évangile selon saint Matthieu sur Wikisource)

## Les textes proposés les années B
- Première lecture : Livre d'Isaïe, chapitre 40, versets 1 à 11 (voir le livre d'Ésaïe sur Wikisource)
- Psaume : le psaume 84 (85) : Tu as aimé, Seigneur, cette terre (voir le Psaume 85 sur Wikisource)
- Deuxième lecture : Seconde lettre de saint Pierre apôtre, chapitre 3, versets 8 à 14 (voir la deuxième épître de Pierre sur Wikisource)
- Évangile : Évangile selon Marc, chapitre 1, versets 1 à 8 (voir l'Évangile selon saint Marc sur Wikisource)

## Les textes proposés les années C
- Première lecture : Livre de Baruch, chapitre 5, verset 1 à 9
- Psaume : le psaume 125 (126) : Quand le Seigneur ramena les captifs à Sion (voir le Psaume 126 sur Wikisource)
- Deuxième lecture : Lettre aux Philippiens, chapitre 1, versets 4 à 11 (voir l'épître aux Philippiens sur Wikisource)
- Évangile : Évangile selon Luc, chapitre 3, versets 1 à 6 (voir l'Évangile selon saint Luc sur Wikisource)